# Flajbi
Flajbi (енгл. Flybe) je britanska avio-kompanija sa sedištem u Ekseteru, u Engleskoj. Sve do prodaje kompaniji Konekt Ervejz (Connect Airways) januara 2019. bila je najveća nezavisna regionalna avio-kompanija u Evropi. Flajbi prevozi 8 miliona putnika godišnje između 81 aerodroma širom Velike Britanije i ostatka Evrope, sa preko 210 ruta kroz 15 zemalja. Njegova dva čvorišta su aerodromi u Birmingemu i Mančesteru. Pored toga, poseduje i niz kod-šering sporazuma koji omogućavaju veze sa letovima na dugim relacijama sa aerodroma kao što su London Hitrou, Pariz CDG, Dablin i Amsterdam. Članica je Udruženja avio-kompanija evropskog regiona.
Avio-kompanija je osnovana 1979. godine kao Džerzi Evropski Ervejz nakon spajanja Intra Ervejza i Ekspres Er Servisa. Godine 1983. avio-kompanija je prodata kompaniji Valker Stil Grup, koja je takođe posedovala Spejsgrand Avijaciju. Dve avio-kompanije su 1985. spojene pod nazivom Dđerzi Evrpski. Ova kompanija je 2000. godine preimenovana u Britiš Evropski, a današnje ime dobila je 2002. godine.
U februaru 2019. aviokompanija je prodata konzorcijumu Konekt Ervejz, koju su podržali Verdžin Atlantik and Stobart Grup.. Konekt ervejz namerava da Flajbi i Stobart Er posluju pod Verdžinovim brendom, iako ce zadrzati sopstevne sertifikate avio operatera.

## Istorija

### Rane godine
Flajbi je započeo s radom 1. novembra 1979, kao Džerzi Evropski Ervejz, kao rezultat spajanja Intra Ervejza sa sedištem u Džerziju i Ekspres Er Servisa sa sedištem u Bornmutu. Kompaniju je osnovao Džon Habin (John Habin), stanovning Džerzija i većinski investitor. Nakon sto je prodao Boport Avijaciju i druge poslove, Habin je uspostavio neke ključne rute između aerodroma Džerzi i Velike Britanije, pre nego što je kompaniju prodao Valker Stil Grup, kompaniji Džeka Valkera (Jack Walker), novembra 1983. Dđekova kompanija je vec posedovala čarter avio-kompaniju Spejsgrand Avijacija sa sedištem u Blekpulu. Dve avio-kompanije su zatim radile odvojeno, sa delimično zajednipkim menadžmentom, sve do 1985. kada su se udružile pod imenom Džerzi Evropski, a sedište avio-kompanije prebacilo se na aerodrom Ekseter.
Avio-kompanija je preimenovana u Britiš Evropski u junu 2000. godine, skraćujući ovaj naziv na Flajbi 18. jula 2002. godine i repozicionirajući se kao niskotarifna avio-kompanija sa punom uslugom.
Objavljeno je 3. novembra 2006. godine da će Flajbi kupiti BA Konekt, osim usluga te avio-kompanije sa aerodroma London Siti. Preuzimanje je završeno u martu 2007. Vlasnici proširene avio-kompanije bili su Rouzdejl Aviejšn Holding (69%), osoblje Flajbija (16%) i - kao rezultat Ba Konekt preuzimanja - Medjunarodna avio-kompanijska grupa (15%). Preuzimanje je povećalo mrežu destinacija Flajbija i u Velikoj Britaniji i u kontinentalnoj Evropi, čime je postala najveća regionalna avio-kompanija u Evropi.
Dana 14. januara 2008. objavljeno je da je Flajbi potpisao franšizni ugovor sa škotskom avio-kompanijom Loganer, koji će započeti 26. oktobra 2008. nakon raskida sporazuma o franšizi Loganera sa Britiš ervejzom, 25. oktobra 2008. U sporazumu je dogovoreno da će avioni kompanije Loganer leteti u boji Flajbija, na 55 ruta iz Škotske.

### Razvoj nakon 2010
Flajbi je uplovio u berzanski sistem 10. decembra 2010. na Londonskoj berzi, a trgovina akcijama počela je istog dana. Potpuno javno oslobađanje akcija usledilo je 15. decembra 2010. Cena deonice je određena na 295 penija, procenjujući kompaniju na približno 215 miliona funti, prikupivši 66 miliona funti za kompaniju, od čega je polovina bila namenjena plaćanju proširenja flote.
Dana 23. maja 2013. objavljeno je da je Flajbi prodao svoje slotove na aerodromu Getvik Izidžetu za 20 miliona funti, a da će slotovi biti predati Izidžetu 29. marta 2014. Generalni direktor i predsedavajući Džim Frenč otišao je u penziju avgusta 2013. godine, prepuštajući mesto izvršnog direktora Saadu Hamadu, dok je Sajmon Lafin (Simon Laffin) postao direktor. Do novembra 2013. godine Hamad je uzdrmao kompaniju, zahtevajući ostavke tri glavna menadžera u roku od šest nedelja nakon njegovog dolaska. Od 158 letova koje su tada leteli, preko 60 nije pokrivalo njihove direktne operativne troškove kao ni troškove posade i letelice.
Flajbi je 23. aprila 2014. godine najavio da će sa aerodroma London Siti pokrenuti domaće i međunarodne letove od 27. oktobra te godine, nakon što je potpisao petogodišnji ugovor sa aerodromom. Avio-kompanija očekuje da prevozi oko 500.000 putnika godišnje, pri čemu će svih pet dodeljenih letelica biti zasnovano oko Flajbi mreže. U martu iste godine najavljeno je da će Flajbi biti podvrgnut velikom osveženju brenda. Promene uključuju novu ljubičastub boju aviona, nove karakteristike unutrašnjosti i nove uniforme. Britiš ervejz je prodao većinu svog preostalog udela u aviokompaniji u junu 2014. godine.
Početkom 2016. godine objavljeno je da je Flajbi ugovorio šestogodišnji sporazum sa SAS (Skandinejvijan erlajnz sistem) da u njihovo ime operira 4 aviona ATR 72–9, počevši od oktobra 2016. godine. Flajbi je 4. marta 2015. godine najavio nove rute sa aerodroma Kardif čime je broj ruta povećan na jedanaest. Kompanija je takođe izjavila svoju nameru da stvori novu bazu na aerodromu Kardif, a u leto 2015. godine. Ovaj aerodrom je u početku posedovao samo dva bazirana aviona Embraer 195, što je povećano na tri. Flajbi je 10. novembra 2015. objavio da će na aerodromu Donkaster Šefild bazirati dva aviona Embraer 195, uspostavljajući nove rute do Amsterdama, Berlin Tegela, Pariza CDG-a, Džerzija, Alikantea, Malage, Faroa i Njukija 27. marta 2016. Ova najava stigla je istog dana kada je Flajbi objavio da će povući letove sa aerodroma Bornmut. Aerodrom u Dablinu je dodat u oktobru 2016. godine, preuzimajući ono sto je Stobart ostavio.
Dana 26. oktobra 2016. godine objavljeno je da će Hamad napustiti mesto izvršnog direktora i da je zbog toga Flajbi započeo proces pronalaska zamene. Kompanija je 21. novembra 2016. objavils da će otvoriti svoju prvu evropsku bazu na aerodromu u Diseldorfu. U februaru 2017. ovo je započelo sa dva aviona, zajedno sa 60 pilota, kabinskog osoblja i inženjera. 22. decembra 2016, Flajbi je započeo prodaju letova za još 12 destinacija sa aerodroma Sautend, u produžetku njihove već postojeće franšizne saradnje sa Stobart Er-om.
Flajbi i Loganer odvojeno su najavili da će njihov sporazum o franšizi biti raskinut u oktobru 2017. Flajbi je tada najavio partnerstvo sa Istern Ervejz-om i sada će upravljati rutama u jednakoj konkurenciji sa Loganer-om - najviše na letovima sa škotskog kopna do Stornoveja, Kirkvola i Sambre. Dana 16. januara 2017, bivša šefica Sitidžeta Kristin Urmijeres-Wajdner (Christine Ourmières-Widener) preuzela je ulogu izvršnog direktora nakon što je Saad Hamad napustio kompaniju oktobara 2016. Kasnije te godine, Flajbi je počeo da leti iz Hitroa do Aberdina i Edinburga, preuzimajući slotove koje je prethodno koristio Virdžin Atlantik Litl Red.
Stobart Er je 22. februara 2018. potvrdio interesovanje za ponudu za preuzimanje 100% Flajbija za neotkrivenu naknadu. Međutim, prevoynik je odbio ovu ponudu, a Stobart je 22. marta 2018. ukinuo svoj uticaj, uzrokujući da se cene akcija u aviokompaniji, koja je posle ponude porasla za čak 25%, vrate na svoj prethodni nivo. U septembru 2018. lansirana je revidirana boja aviona, pri čemu su zadržane ljubičasto-bele boje, ali jorgovan boja je zamenila crveno i žuto. Nakon što su akcije avio-kompanije pale za 75%, 14. novembra 2018, Flajbi je najavio da razgovara sa različitim strankama o potencijalnoj prodaji posla, u okviru opsežne revizije strateških opcija.

#### Konekt Ervejz preuzimanje
Dana 11. januara 2019. potvrđena je ponuda za preuzimanje u iznosu od 2,2 miliona funti od strane konzorcijuma Konekt Ervejz, koji uključuje Virdžin Atlantik i Stobart Avijacije. Konzorcijum bi u početku pozajmio 20 miliona funti kako bi omogućio Flajviju da nastavi s radom, a takođe bi preuzeo Stobart Er; nakon završetka preuzimanja obezbediće dodatnih 80 miliona funti. Ovaj inicijalni dogovor, koji bi bio uslovljen odobrenjem akcionara i sudom, se očekivalo da bude završen do drugog tromesečja 2019. Flajbi i Stobart Er bi posle radili pod brendom Virdžin Atlantik, iako bi zadržali sopstvene sertifikate za vazduhoplovne prevoznike. Optimizacija Flajbijebih ruta verovatno će rezultirati „ograničenim smanjenjem“ njegove flote.
Kompanija Konekt Ervejz je 15. januara 2019. povećala svoju ponudu za 600.000 funti i postavila poboljšane premoštajne uslove zajma, sa 10 miliona funti koje će biti odmah puštene da podrže posao kompanije Flajbi, a dodatnih 10 miliona funti će biti na raspolaganju. Kasnije finansiranje u iznosu od 80 miliona funti takođe je potvrđeno. Prihvatajući revidiranu ponudu, odbor kompanije Flajbija izjavio je da ona pruža sigurnost koja je potrebna kompaniji i čuva interese njenih interesnih grupa, kupaca, zaposlenih, partnera i penzionera. Dogovor, koji pokriva operativne podružnice Flajbi Grupe, tj. avio-kompaniju i vebsajt, treba da bude zaključen do 22. februara 2019.
Akcionari Flajbi Grupe odlučili su u decembru 2018. da svoje akcije prenesu u standardni listing, što znači da odobrenje akcionara za prodaju imovine više nije potrebno. Bez obzira na ovu promenu, 21. januara 2019. godine jedan od najvećih akcionara, Hosking Partneri, yapretili su pravnim postupkom za blokiranje dogovora, za koji su verovali da podcenjuje kompaniju. Flajbi je 4. februara 2019. potvrdio da je od Hosking Partnera primio zahtev za sazivanje opšte skupštine radi imenovanja novog direktora, ali napomenuo je da statut kompanije Flajbi članovima ne daje ovlašćenja potrebna za istragu prodaje koju je predložio novi direktor. Takođe je potvrdio da je primio i odbio preliminarnu alternativnu ponudu bivšeg generalnog direktora Stobarta Andreja Tinklera (Andrew Tinkler). Flajbi Grupa je 7. februara upozorila svoje akcionare da će nakon prodaje operativne imovine, matično preduzeće biti likvidirano ukoliko ne odobre njegovu prodaju.
Flajbi je 21. februara 2019. objavio da je prodaja kompanija Flajbi Limited i Flibe.com Limited kompaniji Konekted Ervejz završena, tako da će Flajbiletovi i dalje normalno poslovati. Prodaju matične kompanije, Flajbi Grup plc - koja je sada prazna školjka - potvrdili su njeni akcionari na sastanku 4. marta i stupila je na snagu 11. marta.

## Korporativni poslovi

### Vlasništvo i struktura
Bivši vlasnik, Flajbi Grup plc-a, bilo je javno preduzeće listirano na Londonskoj berzi. Do novembra 2013. godine, glavni akcionar, sa 48,1% akcija, bio je Rouzdejl Avijejšn Holdings Limited, korporativni zastupnik poverenika Džek Valker 1987 Setlmenta, koji je osnovao pokojni Džek Valker, koji je bio deo Flajbijevog ranog razvoja.
U Velikoj Britaniji, Flajbijeva najveća baza nalazi se na aerodromu u Birmingemu. Pored toga poseduje i druge velike baze na aerodromima Belfast Siti, Mančester i Sauthempton, sa ukupno 14 baza za posadu i avione širom Velike Britanije, Kanalskih ostrva i ostrva Men. Avio-kompanija poseduje operativnu dozvolu civilnog vazduhoplovstva tipa A koja joj dozvoljava prevoz putnika, tereta i pošte u avionima sa 20 ili više sedišta. Flajbi grupa je obuhvatala Flajbi Avijacijske usluge (inženjering i održavanje), Flajbi Trening Akademiju (inžinjering i obuka posada), Flajbi UK (avionske operacije) i Flajbi Evropa, holding kompaniju za sve evropske destonacije, koja se ranije sastojala od Flajbi Nordike.

### Zajednička ulaganja i franšize
Loganer je bio Flajbijev prvi franšizni partner i pokrivao je veliki broj letova u Škotskoj i Irskoj pod franšiznim ugovorom iz 2008. Loganerovi avioni nosila punu Flajbijevu boju u vreme franšize. U 2016. godini objavljeno je da će sporazum biti raskinut 31. avgusta 2017. godine, posle čega će Loganer postati nezavisni prevoznik.
Flajbi je 2014. godine potpisao svoj drugi franšizni ugovor sa Stobart Er-om i započeo usluge evropskih ruta sa aerodroma Sautend. U 2015. godini Stobart Er je započeo više letova u ime Flajbija sa aerodroma Ostrvo Men koristeći dve letelice tipa ATR 72. Flajbi i Stobart Er su tokom 2017. započeli s radom dodatnih usluga na aerodromu Sautend koristeći Flajbijeve mlazne avione Embraer 195.
Flajbi je 11. januara 2016. objavio svoj treći franšizni ugovor sa aviokompanijom Blu Ajlends (Blue Islands), sa sedištem u Grnziju. To je značilo da su svi letovi Blu Ajlendsa operirali pod nazivom Flajbi, a letelice su obojene u trenutne boje Flajbija iz maja 2016. Ovaj dogovor je, međutim, pod istragom i mogao bi potencijalno da krši lokalne zakone o konkurenciji.
Od 1. septembra 2017. Istern Ervejz (Eastern Airways) postao je novi franšizni partner koji je za Flajbi preuzeo rute koje je prethodno držao Loganer sa aerodroma Aberdin, aerodroma Glazgou i aerodroma Edinburg. To je sada značilo da su i Flajbi i Loganer bili u direktnoj konkurenciji jedni sa drugima. U januaru 2018. godine usluge za Sambra su povučene, zbog konkurencije sa Loganerom i ruta nije u stanju da izdrži dva prevoznika. Takođe je objavljeno da Loganer povlači svoje usluge iz Glasgoua u Mančester, ostavljajući tako Flajbi kao jedinog operatera na toj relaciji.
Flibe je kupio Finncom Erlajns sa Fin Er-om u julu 2011. godine, a 30. oktobra 2011. aviokompaniju je preimenovao u Flajbi Nordik. Zajedničko ulaganje je upravljalo sopstvenim putevima zajedno sa franšiznim rutama na osnovu ugovora o zajedničkom korišćenju kod Fin Er-a, operirajući pod Flajbi-jevim BE-kodom. Flajbi je pristao da proda svoj 60% udeo u Flajbi Nordici u novembru 2014. za 1€, u pokušaju da smanji troškove grupe.. Dana 1. maja 2015. godine, Flajbi Nordik počeo je sa radom isključivo za Fin Er jer više nije deo Flajbija. Flajbi Nordik je sada poznata kao Nordik Regional Erlajns - Norra.

### Sponzorstva
Flajbi je glavni sponzor Fudbalskog kluba Ekseter Siti i takođe sponzoriše Ekseter Čifs svojim brendiranjem na majicama obe ekipe. Flajbi je isto sponzorirao i vremenske biltene na ITV Meridian, STV, ITV Vest County, Channel Television, UTV, ITV Wales sa aerodromom Kardif i sportskim sekcijama Mančesterskih večernjih novosti, Express & Echo (Ekseter), Jućni Vels eho (Kardif), Ostrvo Men Kurir i Ostrvo Men Ipitivač.
U prošlosti je Flajbi sponzorisao Birmingem Siti (2003–2007), Norič Siti (2006–2008), Sauthempton (2006–2010) i Incernes Kaldonijan Tistl (2007–2010).